# Pic Inferior de Subenuix
El Pic Inferior de Subenuix o Pic Xic de Subenuix és una muntanya que es troba en el terme municipal d'Espot, a la comarca del Pallars Sobirà, i dins del Parc Nacional d'Aigüestortes i Estany de Sant Maurici.

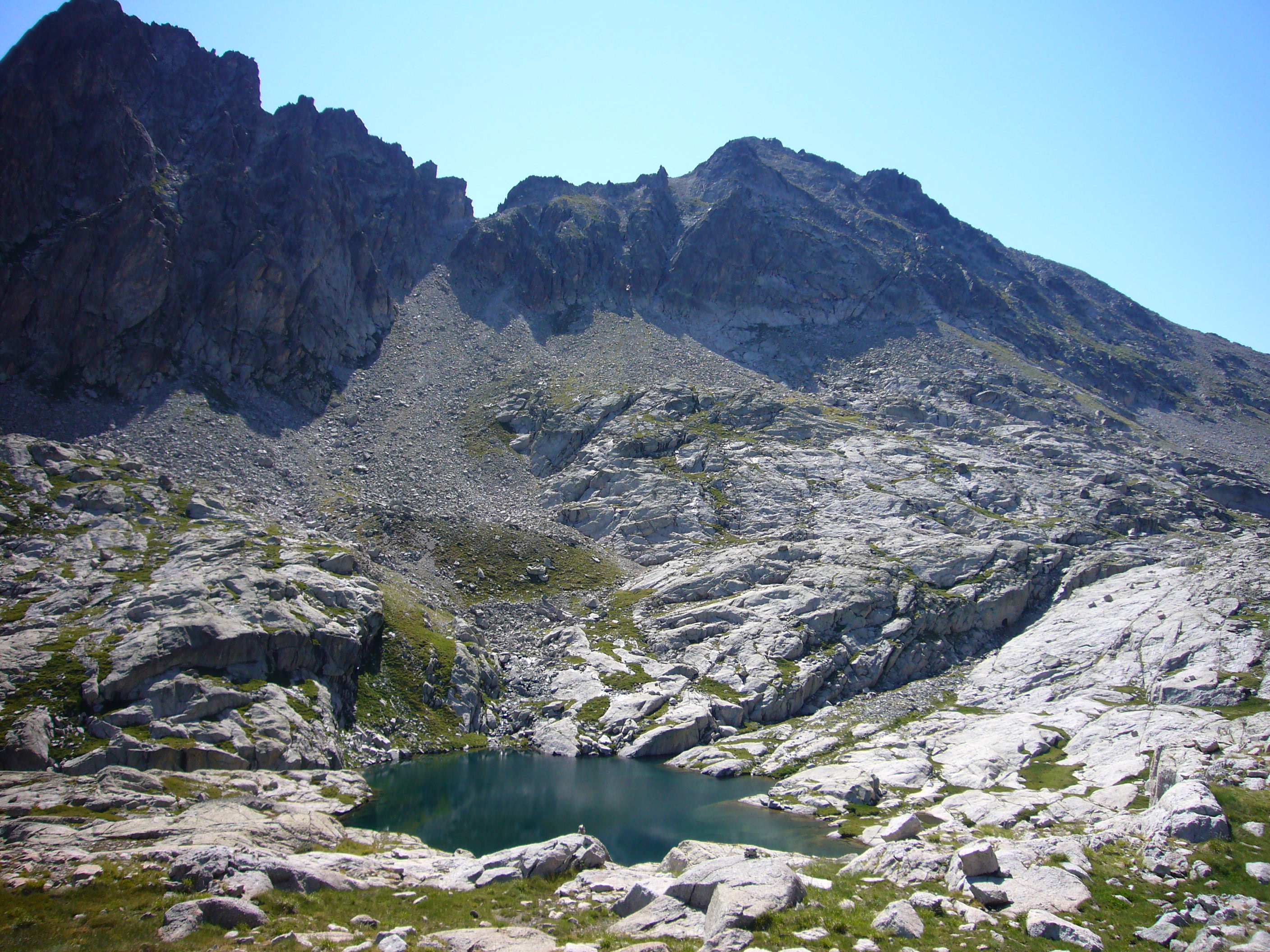
Pics i Coll Sud de Subenuix, vist des de la Coma dels Pescadors

«El nom pot referir-se a l'important pontarró pel qual el camí ral del Portarró travessa el riu de Subenuix (del basc zubi, pont i -uix, referint-se a les diverses parts i zones d'aquesta vall)».
El pic, de 2.881,6 metres, s'alça a la carena que separa la Coma dels Pescadors (O) i la Vall de Subenuix (E); amb el Coll Nord de Subenuix al nord i el Coll Sud de Subenuix al sud.

## Rutes[3]
Sortint des del Refugi d'Estany Llong, i remuntant pel Barranc de Peixerani i la Coma dels Pescadors, per anar a buscar després la collada que es troba entre el Coll Nord de Subenuix i el pic.